# Wanda Ventham
Wanda Ventham (Brighton, 5 agosto 1935) è un'attrice britannica.

## Biografia
Attiva soprattutto in televisione, è nota al grande pubblico per avere interpretato il personaggio del colonnello Virginia Lake nella serie televisiva UFO.

## Vita privata
Wanda Ventham è sposata con l'attore Timothy Carlton ed il loro figlio è l'attore Benedict Cumberbatch. Lei e il marito interpretano i genitori di Sherlock e Mycroft Holmes, nella serie televisiva Sherlock, nella quale il figlio interpreta il ruolo del celebre investigatore.

## Filmografia parziale

### Cinema
- La dolce vita del soldato Joe (Joey Boy), regia di Frank Launder (1965)
- Non tutti ce l'hanno (The Knack ...and How to Get It), regia di Richard Lester (1965)
- La spia dal naso freddo (The Spy with a Cold Nose), regia di Daniel Petrie (1966)
- Mostro di sangue (The Blood Beast Terror), regia di Vernon Sewell (1968)
- UFO Allarme rosso... attacco alla Terra! (Invasion: UFO), regia di Gerry Anderson (1973)
- UFO Annientate SHADO… Uccidete Straker… Stop, regia di Alan Perry (1974)

### Televisione
- Riviera Police – serie TV, episodio 1x03 (1965)
- Il prigioniero (The Prisoner) – serie TV, un episodio (1967)
- UFO – serie TV, 9 episodi (1970-1973)
- Doctor Who – serie TV, 13 episodi (1967-1987)
- Coupling – serie TV, un episodio (2001)
- L'ispettore Barnaby (Midsomer Murders) – serie TV, episodio 8x05 (2005)
- Sherlock – serie TV, 3 episodi (2014-2017)
- Holby City – serie TV, 10 episodi (2018)